# Mudrovce
Mudrovce este o comună slovacă, aflată în districtul Košice-okolie din regiunea Košice. Localitatea se află la altitudinea de 428 m deasupra n.m., se întinde pe o suprafață de 5,89 km2 și în 2017 număra 68 de locuitori.

## Istoric
Localitatea Mudrovce este atestată documentar din 1406.

## Demografie
| An:                | 1994 | 2004   | 2014 | 2024    |
| ------------------ | ---- | ------ | ---- | ------- |
| Număr de persoane: | 75   | 80     | 76   | 64      |
| Diferență:         |      | +6,66% | −5%  | −15,78% |

| An:                | 2023 | 2024   |
| ------------------ | ---- | ------ |
| Număr de persoane: | 62   | 64     |
| Diferență:         |      | +3,22% |